# Средний Золоторожский переулок
Сре́дний Золоторо́жский переу́лок — улица на юго-востоке Москвы в районе Лефортово Юго-Восточного административного округа между Волочаевской улицей и улицей Золоторожский Вал.

## Происхождение названия
Назван в 1914 году по ручью Золотой Рожок. Средний — в отличие от Верхнего Золоторожского переулка. Первоначально — 2-й Безымянный переулок (не имеющий имени), затем — проезд Курской железной дороги (по расположению вдоль путей Курского направления Московской железной дороги).

## Описание
Средний Золоторожский переулок начинается от Волочаевской улицы как продолжение Золоторожской улицы, проходит на восток вдоль железнодорожных линий Горьковского направления Московской железной дороги (перегон Курский вокзал — «Серп и Молот»), слева на него выходит Верхний Золоторожский переулок, заканчивается на улице Золоторожский Вал напротив платформы «Серп и Молот». Все дома по переулку располагаются с левой нечётной стороны.

## Транспорт
- Автобусный маршрут № 425.